# Prehodna vlada
Prehodna vlada je začasna ad hoc vlada, ki opravlja nekatere vladne dolžnosti in funkcije v državi, dokler ni izvoljena ali oblikovana redna vlada. Odvisno od konkretne prakse jo običajno sestavljajo naključno izbrani, potrjeni ali pa odhajajoči poslanci.
Prehodne vlade so v predstavniških demokracijah običajno omejene v svoji funkciji in služijo le ohranjanju statusa quo. Za razliko od redne vlade, prehodna vlada nima legitimnega mandata (volilnega soglasja) za vladanje in sprejemanje zakonov.

## Opredelitev
Začasne vlade se lahko vzpostavijo med obdobjem, ko je vlada v parlamentarnem sistemu poražena zaradi glasovanja o nezaupnici ali pa je ta razpuščena, in do naslednjih volitev. V tem smislu je v nekaterih državah, ki uporabljajo Westminsterski sistem vladanja, začasna vlada preprosto trenutna vlada, ki nadaljuje z delovanjem v vmesnem obdobju med običajno razpustitvijo parlamenta z namenom izvedbe volitev in oblikovanja nove vlade. Za razliko od rednih vlad so dejavnosti začasne vlade omejene s konvencijami.
V sistemih, kjer so koalicijske vlade pogoste, se lahko med pogajanji o oblikovanju nove koalicije začasno vzpostavi prehodna vlada. To se običajno zgodi takoj po volitvah, na katerih ni jasnega zmagovalca, ali če ena koalicijska vlada pade in se je treba pogajati o novi koaliciji. Od prehodnih vlad se pričakuje, da bodo obravnavale vsakodnevna vprašanja in pripravljale proračune, vendar se od njih ne pričakuje priprave vladne platforme ali predložitve spornih zakonov.
Prehodna vlada se pogosto vzpostavi po vojni, dokler ni mogoče obnoviti ali vzpostaviti stabilne demokratične vladavine; v tem primeru se pogosto imenuje začasna vlada.